# Grupo San José
Grupo San José (o Sanjosé, GSJ) es una empresa española cotizada (BME:GSJ) de construcción y energías renovables.

## Historia
Fundada en 1962 por José María Sánchez Rivas y Manuel Gándara Castro con el nombre de Constructora San José S.L., fue en un principio una empresa de construcción y rehabilitación de ámbito gallego. Entre 1975 y 1982 se extiende por Madrid, Castilla y León o Andalucía. En ese momento acomoda su estructura al nuevo mapa autonómico español, con unos servicios centrales y centros de producción periféricos. Entre 1988 y 1990 constituye Cartuja Inmobiliaria S.A. en Andalucía y Udra Ltda. en Portugal, con lo que da un primer paso hacia la internacionalización.
En 1992 adquiere CIMSA, empresa especializada en obra civil e infraestructuras. 

### Expansión internacional
En 1995 se establece en Alemania y un año más tarde en Argentina. En 1997 llega a Estados Unidos  y Uruguay. En 1998 funda EBA (País Vasco y Navarra) y C&C (Galicia). En Argentina crea Udra Argentina S.A. y Tecnoartel'. En Portugal, Douro Atlántico S.A.. Además, adquiere varias empresas en España buscando su diversificación: Burgo Fundiarios, Tecnocontrol, Grupo Sefri y entra en el capital de otras sociedades, entre las que destacan las Bodegas Altanza. En 2007 entra en República Dominicana a través de la Constructora Deconalva y se hace con la mayoría de la compañía Carlos Casado de Argentina.

### Salida a Bolsa
En 2006 Grupo San José lanza una opa sobre la sociedad cotizada Parquesol, mediante la cual buscaba su salida a Bolsa. Tras el acuerdo de fusión por absorción con Parquesol en 2007 -fusión polémica por el estado real de la segunda-, la compañía tiene fundamentalmente tres patas: construcción, inmobiliaria y energías renovables. Con sede operativa en Madrid (aunque mantiene su sede social en Pontevedra), la empresa en 2007 sumaba un volumen de negocio de 1555 millones de euros y más de 2000 empleos, es decir, era el séptimo grupo constructor cotizado de España por su valor en Bolsa. Jacinto Rey se hizo con el 54 % de Parquesol en manos de la familia Fermoselle por un monto de 917 millones de euros. El 20 de julio de 2009 sale por fin a Bolsa, con un valor de 12,86 € por acción.

### Consolidación
La crisis económica de 2008 golpeó con fuerza al sector. El día 30 de diciembre de 2014, el Grupo San José cerró un acuerdo de refinanciación de su deuda (1626 millones de euros) con la banca, acuerdo por el que se crea un nuevo hólding (Grupo Empresarial San José) con una deuda de 350 millones de euros. Asimismo, la división inmobiliaria pasa a manos de la banca acreedora (por una parte, Banco Popular y los fondos Värde Partners y Marathon Asset Management controlarían el 80 %; y el otro 20 % el resto de acreedores: JP Morgan, Deutsche Bank y Sareb) con una deuda consolidada de 1200 millones. Parte de la deuda (743 millones de euros) será cancelada mediante la capitalización de la misma en la filial San José Desarrollos Inmobiliarios (SJDI). La parte no atendida al vencimiento podría convertirse en hasta un 35 % del capital social de San José mediante unos warrants convertibles.